# Camponotus castaneus
Camponotus castaneus é uma espécie de inseto do gênero Camponotus, pertencente à família Formicidae.